# Frac

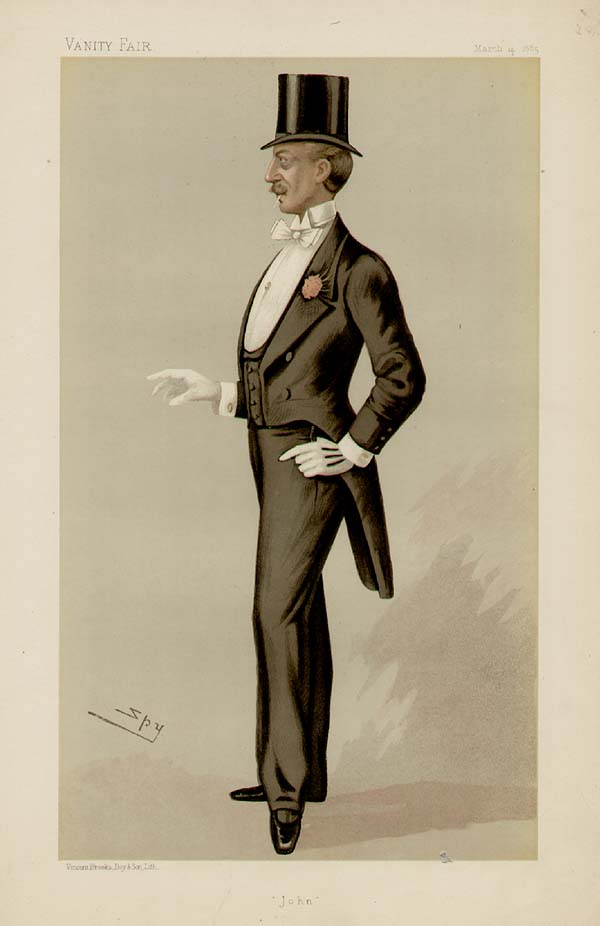
Frac

Il frac (da Frock coat) o marsina è un abito maschile molto formale. Quando è richiesto il frac, sull'invito è tradizionalmente indicato come "cravatta bianca" ("cravatta nera" significa invece che è richiesto lo smoking).
Una delle occasioni mondane più note nella quale viene indossato è la cerimonia di consegna dei premi Nobel. Altre possibili occasioni includono udienze presso il Papa, i ricevimenti in ambasciate, cene di Stato, incoronazioni di regnanti, prime teatrali e balli di un certo livello. Il frac è anche l'abito d'uso dei direttori d'orchestra.

## Storia
L'antenato del frac nacque alla fine del Settecento in Inghilterra come comodo abito da campagna. Era in panno di lana colorato o in pelle, corto davanti e con due falde dietro, e mostrava il gilet in tinta diversa. Caratteristica iniziale fu il collo montante, poi trasformatosi in collo a revers molto alti e divisi in due. Questa moda continuò per tutto il periodo napoleonico, fino a circa il 1822. Il frac fu perfezionato nei primi anni dell'Ottocento da Lord Brummell, arbiter elegantiae del secolo, che lo preferiva blu e a doppio petto, corredato da calzoni beige, dal gilet sempre in vista, e da una camicia bianca a collo alto, fasciata da un'enorme cravatta. Iniziata la Restaurazione, il frac, come tutti gli abiti maschili dell'Ottocento divenne scuro, mentre il punto di vita si stringeva, aiutato da fasce nascoste. L'uomo assunse quindi una particolare linea a clessidra. Le falde intanto si accorciavano sensibilmente sul davanti fino a sparire poi del tutto. Restò abito comune fino alla metà di quel secolo, ma lentamente si trasformò in veste di gala, completamente nero e illuminato solo dalla camicia che doveva essere rigorosamente bianca, e il cui collo, ormai rimpicciolitosi, era fasciato da una stretta cravatta nera. Solo in alcune occasioni di particolare importanza i diplomatici arricchivano il davanti con ricami a fogliami in oro filato. Grazie a numerose innovazioni sartoriali nel taglio cominciò ad aderire a pennello sulla figura maschile. Un tenace innovatore della moda maschile, Edoardo VII del Galles, figlio della regina Vittoria, cercò invano di abolire il doppio petto, introducendo comunque la moda in vigore anche oggi di lasciarlo aperto, forse per mimetizzare la sua incipiente pinguedine. Nel Novecento il frac si trasformò definitivamente in indumento da sera, surclassato per il giorno dal tight e affiancato per la sera dallo smoking. Dopo la seconda guerra mondiale il frac si affermò sempre più come indumento tipico dei dignitari di corte e dei partecipanti a ricevimenti o spettacoli serali di gran classe e oggi ha il ruolo di abito da sera maschile di più alto livello. Il frac ha poi perso il suo uso comune a partire dagli anni '70 del 1900. Oggi è ancora previsto per le cerimonie ufficiali di livello più alto (sia di giorno che di sera).

## Componenti essenziali

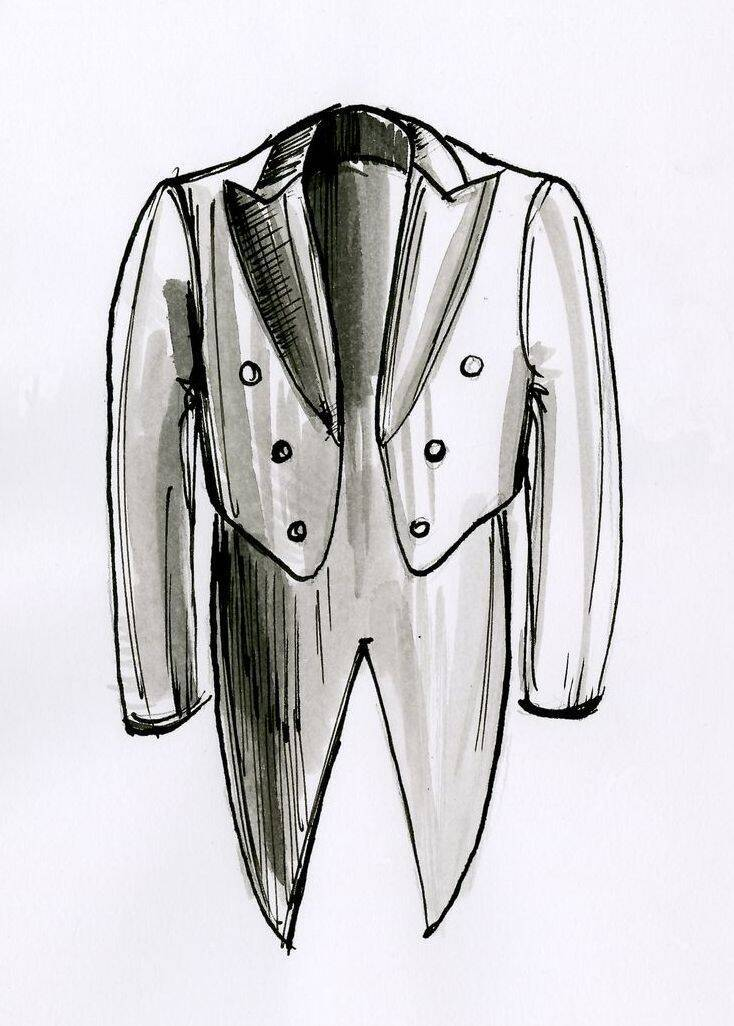
Disegno di tailcoat

### Giacca
È nera a un petto, con i revers di seta ed è dotata delle caratteristiche "code di rondine", da cui deriva uno dei nomi in uso nei paesi anglosassoni (tailcoat, giubba a code, o tails). Il modello, che vede le code più lunghe rispetto alla sua origine, è rimasto più o meno inalterato fino ai giorni nostri. Il segreto dell'eleganza del frac dipende al cinquanta per cento dal taglio, ma altrettanto dalla realizzazione sartoriale. La linea segue molto da vicino le forme anatomiche del corpo. La vita è molto aderente e ben modellata; dato che la giacca non si può abbottonare, occorre impostarla in modo che, adattandosi perfettamente al busto, resti al suo posto anche durante i movimenti della persona. Compito non facile che si ottiene con una buona impostazione di spalla e di appiombo e con un giro manica aderente. Nei revers, con le punte a lancia, sotto la seta, si pone uno strato di ovattina per non far trasparire i punti dopo le stirature; essi non devono essere né stretti né lunghi, ma devono avere la linea un poco curva. Si richiede un'esecuzione artigianale a mano, senza economie nei tempi di lavorazione. Come in tutte le giacche tagliate a vita con falde, si notino le speciali caratteristiche del dietro, il quale dai due bottoni situati all'altezza della vita, possiede due pieghe fisse dette "infaldature", scendenti fino in fondo. Al centro invece vi è un'apertura con sormonto per tutta la lunghezza. Non avendo tasche esterne ma solo il taschino, essendo così modellato sul corpo (a questo proposito è anche prevista un'imbottitura al torace), ha limitate o assenti anche le classiche tasche interne; è però possibile la presenza di una tasca nella coda. La vita della giacca è invece piuttosto corta e ha la caratteristica di non potersi abbottonare; essa presenta all'esterno due file di tre bottoni per lato, che possono essere di osso o corozo nero o anche ricoperti di seta, sia dello stesso tessuto dei revers, sia tessuta a piccoli motivi. Sulla manica ci sono di regola quattro bottoni; ormai rara una piccola cucitura a ricordare i paramani.
Il tessuto più classico e adatto è il barathea di lana nero, le fodere di raso di seta.

### Pantaloni
Sono neri dello stesso tessuto della giacca, di taglio classico senza risvolti, possono avere i doppi galloni rispetto al singolo dello smoking. I galloni sono strisce di raso o grosgrain larghe qualche millimetro che corrono lungo l'esterno della gamba del pantalone per tutta la sua lunghezza, possono anche essere tipiche trecce di seta.
I pantaloni da frac sono privi di passanti per la cintura perché sostenuti da un paio di bretelle sottili. Queste devono essere possibilmente bianche in seta e restare assolutamente invisibili sotto il gilet.

### Panciotto
Assolutamente obbligatorio, è di piqué di cotone rigorosamente bianco, tranne per le udienze in Vaticano, durante le quali è richiesto nero dello stesso tessuto di giacca e pantaloni.
Il panciotto può essere monopetto a tre bottoni sottili in madreperla o doppiopetto a tre per due e ha un taglio piuttosto svasato. Il panciotto dovrebbe arrivare ai fianchi non più basso del corpetto della giacca in modo da non spuntare di alcuni centimetri come oggi si vede spesso per i gusti di qualche sarto, committente o stilista.

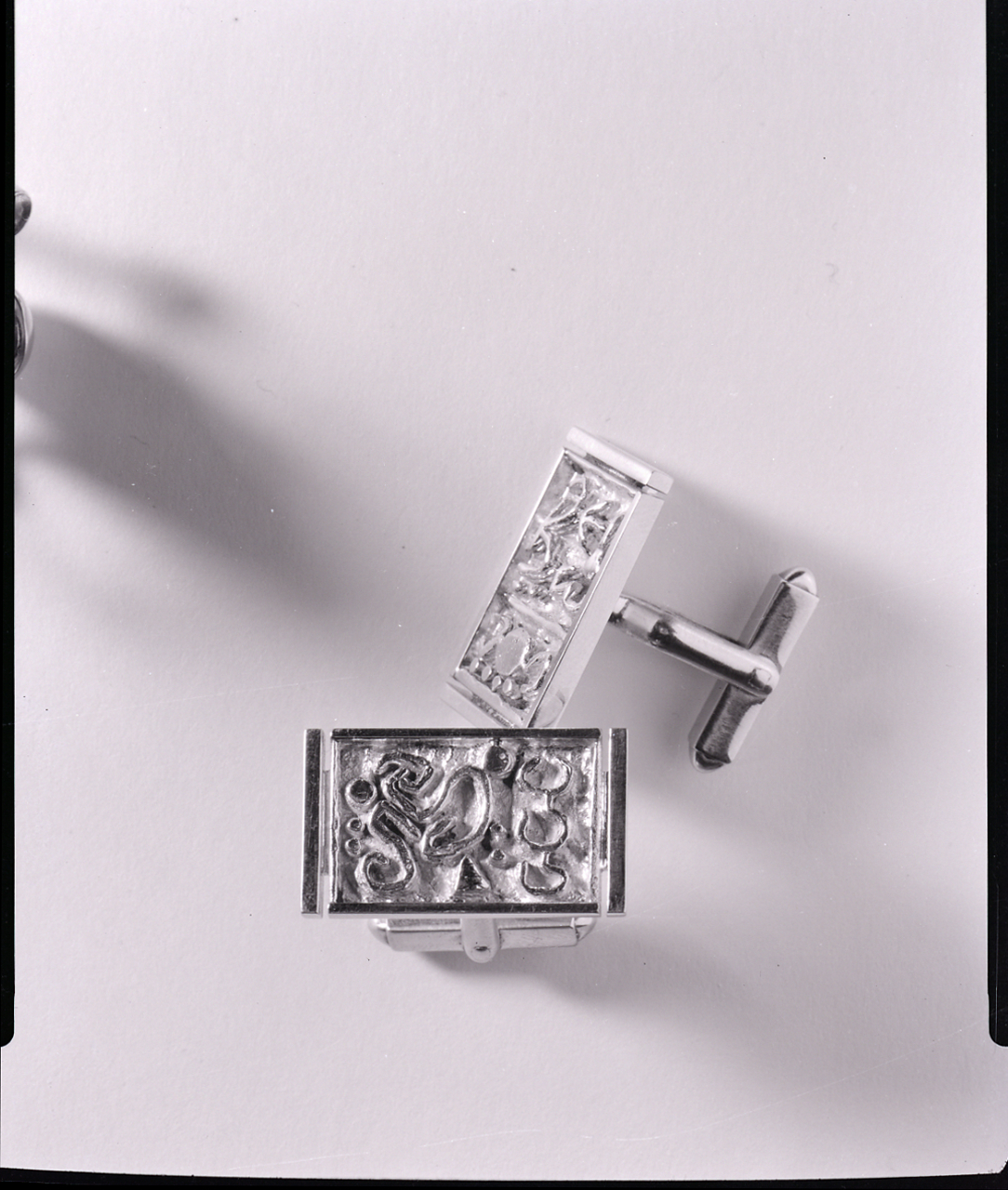
I gemelli da polso completano il frac. Qui in una foto di Paolo Monti, 1964. Fondazione BEIC

### Camicia
È bianca, con lo sparato inamidato chiuso da piccoli bottoni gioiello che in inglese si chiamano stud, e il colletto diplomatico, ovvero con la parte piegata verso il basso solo davanti a formare due piccole punte. I polsini sono semplici, non doppi, fermati da gemelli.

### Farfallino
È di piquet di cotone bianco, come il gilet, ed è una delle caratteristiche principali del frac. Il colore bianco del papillon viene mantenuto anche in Vaticano. 
Solo i camerieri di un certo livello (maestri di sala, maggiordomi) portano il papillon nero.
Il papillon dev'essere annodato a mano e giammai preconfezionato.

### Scarpe
Di vernice nera, possono essere stringate o le "pump", scarpe da ballo con fiocco risalenti al XVI secolo.

### Calze
Le calze da frac sono nere, lisce, sottili e lunghe al ginocchio, rette da giarrettiere maschili o anche autoreggenti; preferibilmente di seta, possono essere di filo di Scozia finissimo.

### Fazzoletto da taschino e fiore all'occhiello
Si usa un fazzoletto bianco in batista di lino finissimo o di seta.
Si può portare all'occhiello una gardenia bianca.

### Cappello
Il cappello adatto al frac è il cappello duro a cilindro di seta nera.

### Guanti
Bianchi, finissimi nella stoffa e nelle cuciture, di cotone (esistevano anche in pelle), lunghi al polso, chiusi da bottoncino di madreperla, sono ormai in disuso.

## Componenti accessorie
Per completare l'abbigliamento si può indossare:

### Orologio
L'orologio adatto al frac è esclusivamente piatto e non ingombrante, da tasca o da polso con cinturino nero.

### Sciarpa
Bianca di seta.

### Soprabito
Un mantello nero, di lana o cashmere, magari foderato di seta, benché non parte integrante, ben si adatta al frac durante i piccoli spostamenti al gelo che possono essere necessari; in alternativa, se non se ne può proprio fare a meno, il soprabito Chesterfield dello stesso colore.

### Bastone da passeggio
Adatto al frac era un bastone da passeggio di un certo pregio, solitamente nero, preferibilmente del tipo a pomolo prezioso; è ormai totalmente in disuso.

## Galleria d'immagini

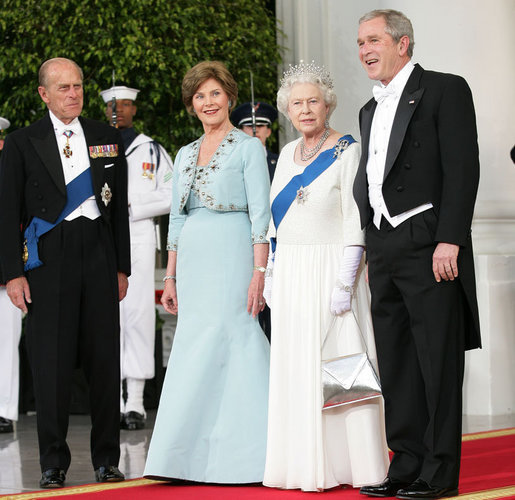
Il principe Filippo di Edimburgo e il presidente degli Stati Uniti d'America George W. Bush in frac.
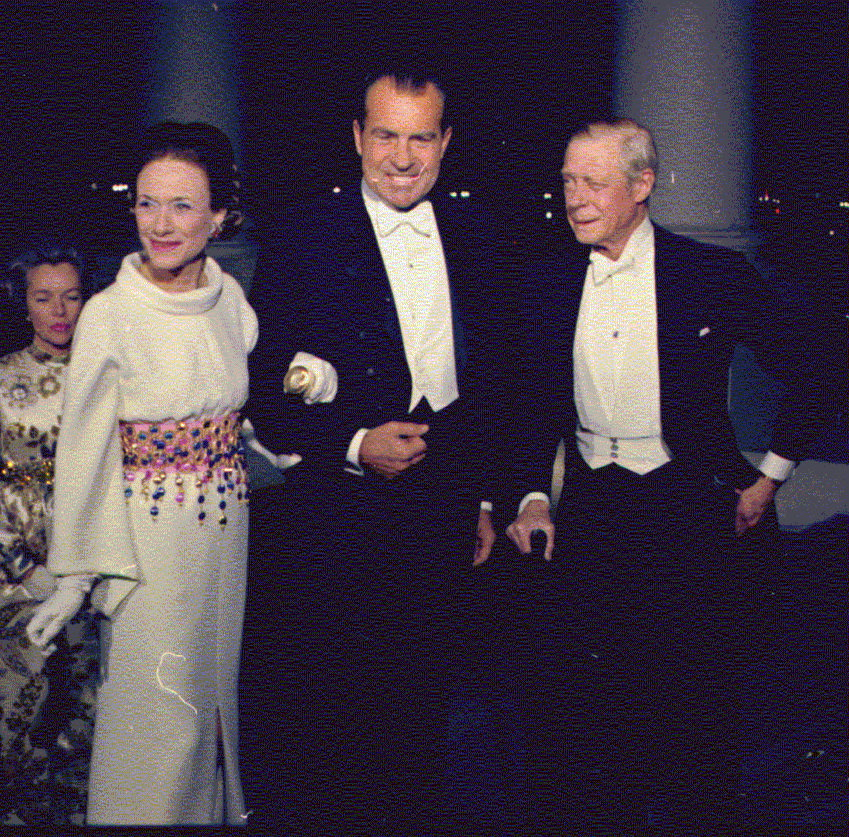
Il re emerito Edoardo VIII e il presidente degli Stati Uniti Richard Nixon in frac, 1970.
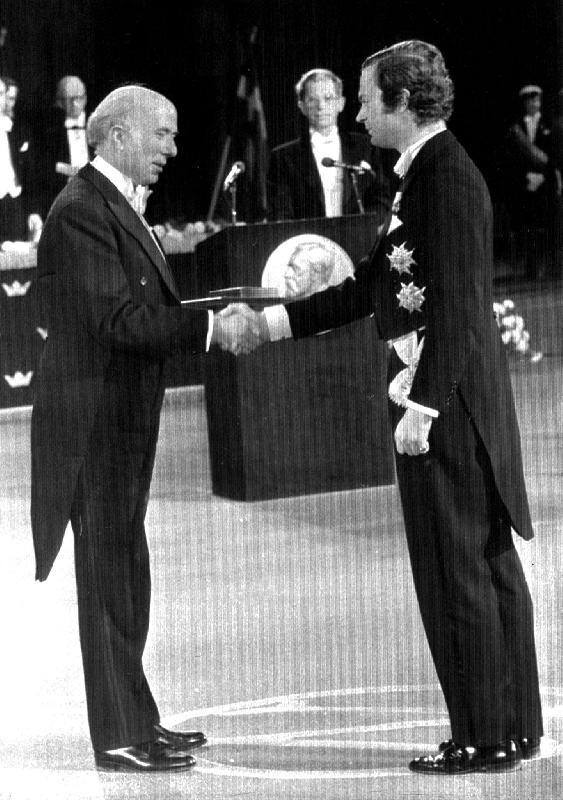
Gustavo di Svezia consegna il Nobel per la medicina a Renato Dulbecco, 1975.
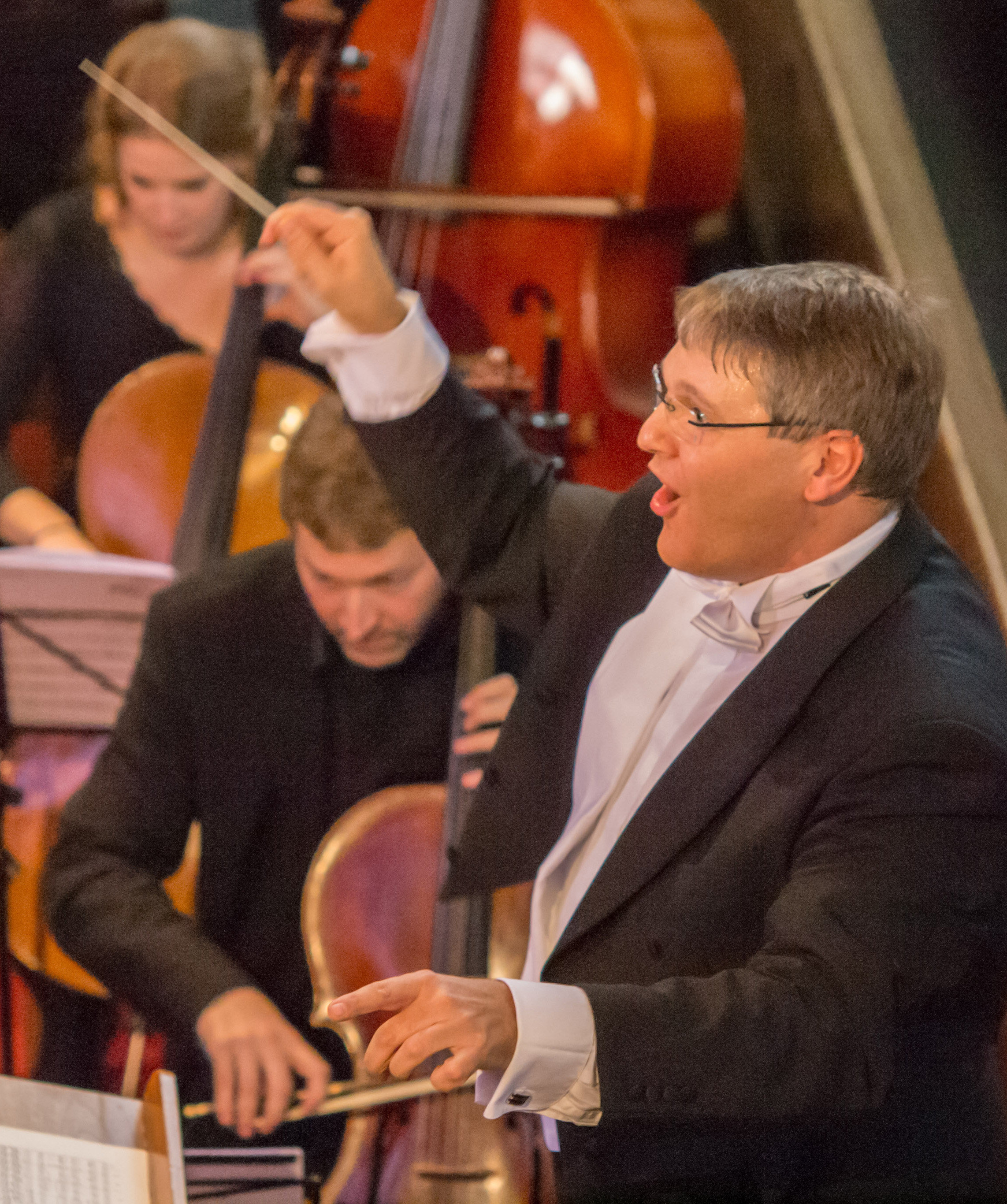
Un direttore d'orchestra in frac.